# (7081) Ludibunda
(7081) Ludibunda (1987 QF7) – planetoida z pasa głównego asteroid okrążająca Słońce w ciągu 4,55 lat w średniej odległości 2,74 j.a. Odkryta 30 sierpnia 1987 roku.